# Adonidia
Adonidia es un género de palmera de la familia Arecaceae.

## Características
Es una palmera solitaria que alcanza los 4-10 m de altura, excepcionalmente los (-20) m, con tronco simple, gris claro, de cerca de 15 cm de diámetro, con nudos (anillos) levemente marcados, más grueso en la base, con capitel. Las hojas son pinnadas, en número de 12 a 25, arqueadas, con segmentos anchos, erectos y después curvados, dispuestos sobre el raquis formando una V. La inflorescencia es infrafoliar (se produce entre el tronco y el capitel), ramificada varias veces, blanca. Los frutos ovalados, de color rojo, muy vistosos cuando están maduros.

## Taxonomía
El género fue descrito por Odoardo Beccari y publicado en Philippine Journal of Science 14: 1212329. 1919.
Etimología
Adonidia: derivación no explicada por el autor, pero probablemente de Adonis, apuesto joven de la mitología griega, cuya sangre manchó las flores de Adonis (Ranunculaceae); tal vez Odoardo Beccari la llamó Adonidia, en referencia a la fruta de color rojo brillante.

## Especies
- Adonidia maturbongsii W.J.Baker & Heatubun, Palms (1999+). 56: 134 (2012).
- Adonidia merrillii (Becc.) Becc., Philipp. J. Sci. 14: 329 (1919).

## Fuente
1. ↑  «Adonidia». Tropicos.org. Missouri Botanical Garden. Consultado el 20 de agosto de 2013.
2. ↑  Adonidia en PalmWeb
3. ↑  World Checklist of Selected Plant Families from Kew (by Govaerts, R.) Website
4. ↑  Adonidia en PlantList
5. ↑  «Adonidia en». World Checklist of Selected Plant Families. Consultado el 20 de agosto de 2013.